# 노스할리우드 총격전
노스할리우드 총격전은 무장한 은행강도 래리 필립스 주니어(Larry Phillips Jr.)와 에밀 마타사레아누(Emil Mătăsăreanu), 그리고 미국 캘리포니아주 로스앤젤레스 노스할리우드의 로스앤젤레스 경찰국(LAPD) 일원들간 총격전이다. 1997년 2월 28일 발생했다. 두 강도들은 모두 사망했으며 12명의 경찰과 8명의 시민이 상해를 입었고 수많은 차량와 기타 자산들이 강도와 경찰이 쏜 약 2,000발의 탄환으로 인해 파괴되었다.

## 같이 보기
- 크리미널 섹터 211
- S.W.A.T. 특수기동대